# Богдановичский фарфоровый завод
Богдановичский фарфоровый завод — предприятие фарфоро-фаянсовой промышленности России, второй по объёмам фарфоровой продукции завод СССР.

## История
Строительство будущего завода началось в декабре 1969 года, а 18 декабря 1973 года были получены первые изделия — фарфоровые глубокие тарелки. Символом завода и клеймом для фарфоровой продукции была выбрана ящерица с короной на голове — один из образов Хозяйки Медной горы.
В 1979 году рядом с производством было открыто профессионально-техническое училище, готовящее профессиональные рабочие кадры.
В 2009 году завод обанкротился и в 2010 году был закрыт.
В Богдановиче существует ветеранская организация, совет бывших работников фарфорового завода, в 2023 году совету исполнилось 35 лет.